# Lokális online marketing
A lokális online marketing (vagy lokális marketing) olyan vállalkozások számára elérhető online marketing eszközöket foglal magába, amelyek segítik a helyhez köthető keresést, illetve a helyhez kapcsolódó tartalmak megtalálását, vagyis azokat a találatokat jeleníti meg, amelyek a keresés földrajzi közelségében találhatók.
A lokális online marketing definíciója a következő: "A Lokális Online marketing helyi vállalkozásoknak szóló marketing tevékenység, ami helyzet alapján, vagy helyhez köthető, illetve helyi célok figyelembevételével történő célzást tesz lehetővé, miközben a felhasználóra épít előzmények, sütik, tartózkodási hely, érdeklődési kör és keresés alapján." - Anders Tamás

## Google Cégprofil
A Google Cégprofil (régi nevén Google Cégem) a Google keresőben és térképen történő vállalkozások megjelenések kontrollálására létrehozott eszköz. Lokális marketing részeként a felület megfelelő beállításával jobb pozícióba kerülhet a cég, valamint felügyelni tudja megjelenését, mint a fotók, nyitvatartási idő, vagy a telefonszám. A céghez kapcsolódó értékelések kezelését is ezen a felületen kezelheti a vállalat. Lehetősége nyílik reagálni a felhasználók véleményére. 
A vállalkozások, vagy helyi idegenvezetők által létrehozott Google Cégprofil láthatóságának növelésére is van lehetőség. Az algoritmusnak három fontos alapja van: távolság, ismertség és relevancia. Egy vállalkozás a távolságon javíthat a legkevesebbet, de az ismertségét növelheti ha sokszor említik meg magát a vállalkozást adatbázisokban, helyi oldalakon, illetve úgynevezett említésekkel (angolul Citation). A relevancia is fontos elem, hogy a Google Cégprofil harmóniában legyen az egyéb online jelenlétekkel, azaz az adatok egy irányba mutassanak.
Fontosak még a vállalkozások szolgáltatásait igénybe vevők értékelései is. Tudatos értékelésgyűjtés hatására előrébb kerülhetnek a vállalkozások profiljai a Google organikus keresőlistáján, továbbá a potenciális vásárlók számára bizalmat és hitelességet kölcsönöznek a nagyszámú és elégedett ügyfél értékelések.

## Lokális SEO
A lokális SEO (keresőoptimalizálás) elsősorban a Google felületein (a keresőben és a térképen) történő keresőoptimalizálási tevékenység, ami helyhez történő keresések alkalmával optimalizálja a weboldalakat és az online megjelenést, hogy a helyi vállalkozás jobb pozícióban jelenjen meg a találati listákon. A Google lokális keresőmarketing rangsorolásában a legfontosabb tényezők a Google Cégem-jelek, külső hivatkozások, on-page optimalizálás, említések, értékelések, viselkedés, a személyek előzményei és a közösségi média.
Keresni azonban nem csak a Google felületein lehet, így a lokális SEO sem csak ezekre a felületekre korlátozódik. Optimalizálhatjuk a megjelenésünket különböző helyi adatbázisokban (Bing, Aranyoldalak, TripAdvisor, Booking, Yelp, sőt már az OpenAI keresője is ad helyi találatokat) is.
A lokális SEO kifejezetten olyan vállalkozások számára ajánlott, amelyek fizikai helyszínen vannak, illetve konkrét területen nyújtanak szolgáltatásokat , termékeket. Például éttermek, boltok és szolgáltatások, mint például fodrászok és orvosok, favágók, mesterek.

## Lokalitás a közösségi médiában
A lokális marketing keresésen kívüli területe a helyek kezelése közösségi médiában. A Google lokális fejlesztései messze megelőzik ezeket, de a Facebook, a Waze, Instagram is jelentős fejlesztéseket tesz ebbe az irányba.
A Facebook Local nevű eszközre már telefonos alkalmazás is íródott, ahol a közeli, illetve ismerőseinkhez kapcsolódó helyeket találhatunk. Az Instagram helyek megjelölésével teszi lehetővé, hogy helyhez köthető posztok között kereshessünk, a Waze pozíció alapján jelenít meg reklámokat.

## Tripadvisor
A Tripadvisor az egyik legnagyobb utazási és vakációs helyszíneket ajánló és értékelő oldal. 

## Yelp
A Yelp egy amerikai székhelyű oldal, amely éttermeket, éjszakai szórakozóhelyeket, különböző szolgáltatókat és ételt házhoz szállító vállalkozásokat gyűjt össze. A felhasználó helyszínekre és kategóriákra tud szűrni, majd tovább szűkítheti a keresést nyitvatartás vagy egyéb fontos kritériumok alapján. A vásárlók értékelhetik a szolgáltatókat, így a böngészők is elolvashatják a többiek véleményét egy adott helyről.

## Virtuális séta
A virtuális séta egy olyan innováció, melynek segítségével a vásárló már azelőtt bejárhatja az adott üzletet, mielőtt még személyesen ellátogatott volna oda. Láthatja a helyszín hangulatát, a berendezést, a színeket és a stílust. Az elsősorban a Google térképen használatos eszköz a kutatások alapján segíti a hely megismerését, így járul hozzá a helyi marketinghez.
A virtuális séta elkészítésénél az üzlet belső teréről egy engedéllyel rendelkező szakember 360°-os fotókat készít, melyeket a tulajdonos online felületen felhasználhat, mint a weboldalán, közösségi oldalakon. Egy ingyenes telefonos alkalmazás segítségével azonban magunk is elkészíthetjük saját virtuális túránkat, összekötve az egyes 360°-os fotókat.